# 동안군
동안군(東安郡)은 지금의 경상남도 울산시 울주군 서생면, 웅촌면과 양산시 웅상면에 걸쳐 있었던 행정 구역이었다. 속현으로는 우풍현(虞風縣)이 있었다.

## 역사
757년 경덕왕이 생서량군(生西良郡)을 동안군(東安郡)으로, 우화현(于火縣)을 우풍현(虞風縣)으로 개칭하였다. 이후 고려 태조 대에 울산 지역 호족인 박윤웅(朴允雄)이 큰 공적을 세웠으므로 하곡·동진·우풍 3현을 병합하여 울산의 전신인 흥례부(興禮府)를 설치하며 소멸하였다. 울산으로 통합된 우풍현과 달리 동안군의 경우 삼국사기에 의하면 울산이 아닌 경주에 속했다고 한다. 아마도 고려 당시 경주의 월경지로 추정되지만 정말로 동안군이 경주에 소속되었는지는 삼국사기를 제외하고는 전혀 나타나지 않아 알 수 없다.

## 고적
- 생서량군(生西良郡)

서생면에 치소를 둔 군으로서, 지금의 울주군 서생면, 온산읍, 온양읍 지역을 관할하였다.
- 우화현(于火顯)

울산이라는 지명의 유래가 된 우시산국(于尸山國)의 치소가 있었던 지역으로, 지금의 울주군 웅촌면, 양산시 웅상면을 거느렸던 행정구역이었다.
- 우화(于火)

신라 대에 소사(小祀)를 지냈던 지금의 울주군 웅촌면 곡천리 서쪽에 있는 운암산(雲岩山)이다. 대동여지도에 따르면 운암산은 조선 후기까지 우불산(于弗山)이라고 불렸다.

## 같이 보기
- 임관군
- 삽량주